# Andrea Jeska
Andrea Jeska (* 1964 in Bremerhaven) ist eine Journalistin und Schriftstellerin.
Als Journalistin arbeitet sie für überregionale Printmedien, darunter Frankfurter Allgemeine Zeitung, Süddeutsche Zeitung, Frankfurter Rundschau, Freitag, Brigitte, Chrismon, African Times und Eurasisches Magazin.
Sie wurde bekannt mit ihrem Erstlingswerk über die Opfer des Terroranschlags auf die Schule Nummer Eins im ossetischen Beslan.
Für einen Beitrag in der Wochenzeitung Die Zeit wurde Jeska mit einem der drei in der Kategorie Reportage/Essay/Analyse vergebenen Theodor-Wolff-Preise 2013 ausgezeichnet. Der Beitrag handelt von dem Bauern Yacouba Sawadogo in Burkina Faso, der durch Baumpflanzungen nach der weiterentwickelten Zaï-Methode versucht, die Ausbreitung der Wüste in der Sahelzone aufzuhalten. Für diesen Artikel erhielt sie auch den Deutschen Reporterpreis des Jahres 2013 in der Kategorie Bester freier Reporter.
Andrea Jeska hat drei Kinder und lebt in der Nähe von Lübeck.

## Werk
Bücher
- Beslan, Requiem, Brendow 2005, ISBN 978-3865060716
- Vom Bild der Welt, Roman, Brendow 2006
- Als der Inkosi tanzen lernte, Brendow 2007, ISBN 978-3865061645
- Tschetscheniens vergessene Kinder (zusammen mit Musa Sadulajew), Brendow 2007, ISBN 978-3865061898
- Wir sind kein Mädchenverein – Frauen in der Bundeswehr, Diana Verlag 2010, ISBN 978-3453290969
- Die Sehnsucht des Schlangengottes, Lesereise Simbabwe, Picus 2013, ISBN 978-3711710321

Filme
- Die toten Kinder von Beslan, WDR 2005
- Rothkirchs Krieg, NDR 2005